# Leucophaeus modestus
La gaviota garuma o gaviota gris (Leucophaeus modestus, antes Larus modestus) es una especie de ave Charadriiforme de la familia Laridae autóctona de Sudamérica, aunque solo cría en el desierto de Atacama.

## Descripción
Es una gaviota sin dimorfismo sexual. Cabeza blanca en verano, y gris pardusca en invierno, cuerpo gris y más oscuro en partes superiores. Primarias negruzcas; secundarias negruzcas con punta blanca formando una línea terminal. Cola gris con banda subterminal negruzca. Patas negras y pico negro.
Se alimenta principalmente de Emerita analoga conocida como limache o pulgón de mar.